# Nannolaphria nigra
Nannolaphria nigra là một loài ruồi trong họ Asilidae. Nannolaphria nigra được Londt miêu tả năm 1977.